# 細擬四鬚魮
細擬四鬚魮（学名：Barboides gracilis）為輻鰭魚綱鯉形目鯉科的其中一個種。被IUCN列為次級保育類動物，分布於非洲赤道幾內亞、奈及利亞、貝南及喀麥隆，本魚半透明的身體，黑眼珠，在尾鰭基底上有大的黑色斑點，尾鰭葉紅色-橘色在基底，背鰭軟條8枚，臀鰭軟條7-8枚，體長可達1.8公分，棲息在流動緩慢的森林溪流。
其种加词来源于拉丁文“gracilis”，意为“纤细的”。